# Франц Филип Адриан фон Хатцфелд-Глайхен-Трахенбург
Франц Филип Адриан фон Хатцфелд-Глайхен-Трахенбург/Трахенберг (на немски: Franz Philipp Adrian von Hatzfeldt-Gleichen-Trachenburg/Trachenberg; * 2 март 1717; † 5 ноември 1779) от рода Хатцфелд в Хесен е граф на Глайхен и Трахенбург и от 1741 г. 1. княз на Хатцфелд-Глайхен-Трахенберг. Той е фрайхер на Вилденбург, господар на Кротторф, Шьонщайн, Бланкенхайн, Кранихфелд, Шуп, Лауденбах, Халтенберг, Щетен и Дласковитц.

## Биография
Той е най-големият син на граф Франц фон Глайхен и Хатцфелд (1676 – 1738), господар на Вилденберг, и съпругата му графиня Анна Шарлота Елизабет фон Щадион цу Вартхаузен и Танхаузен (1689 – 1763), дъщеря на граф Йохан Филип Йозеф фон Щадион цу Вартхаузен и Танхаузен (1652 – 1742) и графиня Мария Анна фон Шьонборн (1669 – 1703). Брат е на Карл Фридрих фон Глайхен-Хатцфелд (1718 – 1793), граф на Глайхен-Хатцфелд, господар на Кротторф, Вилденбург, награден с ордена на Златното руно, и на Йохан Антон Филип фон Глайхен-Хатцфелд (1724 – 1753).
Фелдмаршал Мелхиор фон Хатцфелд (1593 – 1658) получава през 1641 г. господството Трахенберг, днес Żmigród в Силезия, което остава във фамилията Хатцфелд до 1945 г.
Франц Филип Адриан е издигнат през 1741 г. за княз на „Хатцфелд-Глайхен-Трахенбург“ и се нарича „фон Хатцфелдт цу Трахенберг“.
Той умира на 62 години на 5 ноември 1779 г. След 1830 г. наследниците му стават князе и се наричат Князе фон Хатцфелд-Вилденбург. Фамилията Хатцфелд съществува и днес.

## Фамилия
Франц Филип Адриан фон Хатцфелд-Глайхен-Трахенбург се жени на 22 ноември 1764 г. за графиня Бернхардина Мария Терезия фон Шьонборн (* 11 септември 1737; † 7 април 1780), дъщеря на граф Йозеф Франц Бонавентура Килиан фон Шьонборн (1708 – 1772) и графиня Бернхардина Мария София Терезия фон Плетенберг (1719 – 1769). Те имат един син:
- Фридрих Карл Франц Кайетан (* 17 август 1779; † 23 май 1794).

## Галерия
- Дворецът Трахенберг, Долна Силезия (от 1946 руина)
- Замъкът Глайхен, Тюрингия
- Замъкът Вилденбург при Фризенхаген, в Рейнланд-Пфалц